# جنگ مورمون ۱۸۳۸
جنگ مورمون ۱۸۳۸ (انگلیسی: 1838 Mormon War) که همچنین به نام جنگ مورمون در میزوری شناخته می‌شود، یک کشمکش بین مورمون‌ها و غیرمورمون‌ها در ایالت میزوری بود که از ماه اوت تا نوامبر سال ۱۸۳۸ اتفاق افتاد، این کشاکش اولین جنگ از سه جنگ مورمون می‌باشد.
اعضاء جنبش قدیسان آخرالزمان، که توسط جوزف اسمیت بنیان گذاشته شده بود، از سال ۱۸۳۱ به تدریج از نیویورک به شمال‌غربی میزوری کوچ کردند و به‌طور عمده در شهرستان جکسون سکنی گزیدند، اینجا مکاتی است که کشمکش‌ها با ساکنان غیرمورمون منجر به رخدادهای خشونت‌آمیز ضد مورمون گردید. در سال ۱۸۳۳، مورمون‌ها از شهرستان جکسون طرد شدند و دوباره در شهرستان‌های نزدیک استقرار یافتند، در آنجاها هم دوباره کشمکش‌ها شروع شد و بیرون کردن آنها دوباره از سرگرفته شد.